# Ram Mohan Roy

Ram Mohan Roy
(Ölgemälde)

Raja Ram Mohan Roy oder Rammohan Roy (Bengalisch, রাম মোহন রায়, Rām Mohan Rāy, * 22. Mai 1772 in Radhanagar, Bengalen; † 27. September 1833 in Bristol, England) war ein bedeutender Reformer des Hinduismus und der Begründer des Brahmo Samaj. Er war zugleich bengalischer Schriftsteller, Journalist und Bekämpfer sozialer Missstände.

## Leben
Ram Mohan Roy entstammte einer orthodoxen Brahmanenfamilie aus einem Dorf im bengalischen Distrikt Murshidabad, die der Mogulherrschaft nahestand. Er lernte in Patna Persisch und Arabisch, unter anderem an einer Madrasa, einer Schule für islamische Wissenschaften, und studierte hier mehrere arabische Übersetzungen von Aristoteles und Euklid. Anschließend studierte er in Varanasi Sanskrit und Englisch. Von 1803 bis 1814 war er Steuerbeamter im britischen Dienst bei der East India Company und wurde durch seinen Vorgesetzten an die englische Literatur herangeführt. Nach 1814 lebte er von seinem Vermögen und widmete sich dem Studium religiöser und sozialer Probleme. Durch die kontinuierliche Lektüre englischer Zeitungen blieb er auch in Kontakt mit den Geschehnissen in Europa. Als Gesandter des Großmoguls unternahm er 1831 eine Reise nach England und wurde kurz zuvor von diesem mit dem Titel eines Raja ausgestattet. Seine Mission war erfolgreich, doch er erlag in England 1833 einer Krankheit.

## Bedeutung
Ram Mohan Roy verfasste einige Schriften, in denen er die Bilderverehrung, das Kastensystem, die Kinderheirat, den allgemeinen Aberglauben und die Witwenverbrennung bekämpfte. Als Vorbilder für Indien schwebte ihm die liberale Demokratie Englands und ein modernisiertes Unterrichtssystem vor. Er war auch der erste, der eine Zeitschrift in einer indischen Sprache veröffentlichte. Auf sein Bemühen hin wurde 1829 in Britisch-Indien die Witwenverbrennung per Gesetz verboten.
Als Roy 1815 nach Kolkata kam, begann er, sich für eine Abkehr von der Praxis reiner Sanskritschulen und des Studiums nur der vedischen Textüberlieferungen einzusetzen. Er war der Ansicht, neben der englischen Sprache und der eigenen Muttersprache sei auch eine Ausbildung in Naturwissenschaft und Mathematik notwendig. Die Regierung erklärte sich zwar bereit, seine Einwände zu prüfen, zu deren Umsetzung kam es jedoch erst einige Zeit nach seinem Tod.
Beim Studium der alten indischen Texte gelangte Ram Mohan Roy zu der Überzeugung, dass sich manche Sitten und Gebräuche erst später eingeschlichen hatten. Er sah in der vedischen Religion einen reinen Monotheismus verwirklicht, der jedoch später verunstaltet worden sei.
Roy gründete 1814 zunächst die Atmiya-Sabha, einen Verein, der zusammenkam, um Texte zu lesen und zu diskutieren und dem etliche begüterte und einflussreiche Männer Kolkatas angehörten.
1828 gründete Ram Mohan Roy den Brahmo Samaj, der im Hinduismus Reformen durchführen sollte. Das Anliegen war, die bildfreie, monotheistische Urreligion des Veda wiederherzustellen und dadurch eine zukünftige Universalreligion anzubahnen. Obwohl Ram Mohan Roy die Autorität des Veda, der Upanishaden und der Brahma-Sutras betonte, war der Brahmo Samaj von allen Bewegungen des Neohinduismus die Bewegung, die sich dem Christentum am meisten annäherte. Roy legte in den vedischen Schriften auf die Aspekte Wert, die einer monotheistischen Vorstellung und einer bildfreien Gottesverehrung entsprachen. Seine historische Bedeutung liegt (trotz niedriger Mitgliederzahlen) darin, die Diskussion über eine Erneuerung des Hinduismus angestoßen und somit den Weg für weitere Reformbewegungen (Arya Samaj, Ramakrishna-Mission) bereitet zu haben. In der Öffentlichkeit war nicht selten die Einstellung verbreitet, bei dem Brahmo Samaj handele es sich um Christentum in einem anderen Gewand. Die antiritualistische Einstellung war sicher ein Grund, weshalb der Brahmo Samaj nie eine Religion der Massen wurde.
Ram Mohan Roy verfasste auch Lyrik und Prosatexte in Bengali. Der bekannteste ist Gaudiya Vyakaran.
In persischer Sprache verfasste er 1803 sein erstes Werk, die kurze theologische Abhandlung Tuḥfat al-muwaḥḥidīn (Geschenk der Gottgläubigen). 1822 gründete er die persischsprachige Zeitschrift Mirat-ul-akbar. Nach 1803 spielt der Islam, so Wilhelm Halbfass, keine nennenswerte Rolle in seinem Denken und in seinen Schriften.
Allerdings findet sich bereits in seinem ersten Werk Tuḥfat al-muwaḥḥidīn die Lehre von der Einheit Gottes und unterscheidet sich demnach nicht in seiner grundlegenden religiösen Position von seinen späteren Werken. Dieses persischsprachige Werk mit arabischem Vorwort ist an islamische Leser, bzw. Leser adressiert, die islamisch gebildet waren – wie Ram Mohan Roy selbst auch. Dass diese Bildung für das Verständnis und die Wirkung des Textes wichtig ist, zeigt sich zum Beispiel daran, dass der Autor eine islamische Terminologie benutzt, dass er in der auf der islamischen Tradition beruhenden Form argumentiert oder dass er den Koran zitiert. Inhaltlich besteht dennoch eine Distanz zum institutionalisierten Islam: In Tuḥfat al-muwaḥḥidīn erörtert Ram Mohan Roy, dass alle Religionen sich grundsätzliche Ideen teilen. Die Unterschiede, die dennoch zwischen den einzelnen Religionen evident sind, entstammen historischen Entwicklungen, wie zum Beispiel der Etablierung bestimmter religiöser Riten und Bräuche. So nimmt er eine Trennung zwischen „natürlicher Religion“ (einer „intuitiven“ Form der Gottesverehrung, die in der Natur des Menschen angelegt ist) und einer „traditionellen Religion“ vor (einer Gottesverehrung, die durch Regeln, Führer, Riten und Bräuche institutionalisiert ist).
Hier kann man auch eine Verbindung zu einem der wichtigsten Themen von Ram Mohan Roys Arbeit ziehen: Die Witwenverbrennung entspringt demnach einer „traditionellen Religion“, die der Autor schon in seiner islamisch geprägten Abhandlung von 1803 kritisierte. Mit seiner Forderung nach Reformen, insbesondere nach Abschaffung der Witwenverbrennung, kann Ram Mohan Roy aus drei verschiedenen Perspektiven betrachtet werden:
1. Er war ein besonders innovativer Inder, der versuchte, in der Tradition zurückzugehen und bewies, dass es keine Forderung nach diesem Brauch in den heiligen Schriften der Hindus gibt.
2. Er war durch europäische Ideen beeinflusst und weichte im Zuge einer Europäisierung uralte Traditionen auf.
3. Er stimmte mit seiner Ablehnung der Witwenverbrennung der allgemeinen Meinung des indischen Islam zu.

Gerade der letzte Punkt wird in der Biographieschreibung und Forschung oft marginalisiert. Ram Mohan Roy stand dem indischen Islam schon allein durch seine Bildung nahe: Er besuchte eine Schule für Islamwissenschaften, konnte nicht „nur“ Persisch, sondern auch Arabisch, veröffentlichte eine persische und eine bengalische Zeitung. Auch sein Leben in Bengalen und die direkte oder indirekte Beeinflussung durch den Islam im alltäglichen Leben darf nicht außer Acht gelassen werden: Viele Familien (so auch Ram Mohan Roys eigene Familie) standen der Mogulherrschaft nahe, folgten vielleicht der islamischen Mode, lasen viel Persisch oder Arabisch. Diese Aspekte des Lebens Ram Mohan Roys werden of benannt, ohne dass sie weiter ausgeführt oder qualifiziert werden. Es stellt sich die Frage, ob der europäische Einfluss auf Ram Mohan Roy überschätzt, der islamische Einfluss dafür unterschätzt wird. Je nachdem aus welcher Perspektive man auf den „Vater der modernen Indien“ blickt, kann man seine Ideen mit Ideen der europäischen Aufklärung verbinden, ohne in Betracht zu ziehen, dass solche und andere Ideen nicht auf das Europa des 18. Jahrhunderts beschränkt sind. Die Bedeutung Ram Mohan Roys ist somit abhängig von der Perspektive: In der Regel wird seine Bedeutung für das modernisierte, sich Europa annähernde Indien herausgestellt.
Ram Mohan Roy war in drei Traditionen (der brahmanischen, der christlichen und der islamischen Tradition) gebildet und sprach drei Traditionen an, indem er versuchte, sich mit diesen drei Traditionen auseinanderzusetzen. Dass dabei direkte Kontroversen nur mit Christen und konservativen Hindus, aber nicht mit Muslimen, stattfanden, trug gewiss dazu bei, seine persische Tradition – in der er auch stand, wie man an seiner Biographie sieht – in den Hintergrund geraten zu lassen.
Im modernen hinduistischen Diskurs erfährt Ram Mohan Roy oftmals eine Übersteigerung ins Mythische, indem er als Vater des modernen Indien und als derjenige, der den Hinduismus aus langer Erstarrung geweckt hat, bezeichnet wird. Dass der Rahmen dieser „Wiedererweckung“ jedoch maßgeblich durch den Einfluss des Kolonialismus sowie auch des Islam geprägt ist, zeigen zahlreiche Beispiele der jüngeren Forschung auf. Ram Mohan Roy selbst nimmt sich dabei gar nicht unbedingt als „Neuerer“ wahr, sondern wirft vielmehr seinerseits den orthodoxen Gegnern vor, sich von den autorativen Texten der Upanishaden abzuwenden. Gerade diese heiligen Texte sind es jedoch, auf die Ram Mohan im Bunde mit der Vernunft und dem common sense die Basis für sein Denken aufbaut. Ram Mohans Werk rund um den Brahmo Samaj muss dabei als dezidiert an andere, fremde Rezipienten gerichtet gesehen werden. In gewisser Weise vollführt Ram Mohan damit eine interkulturelle Selbstdarstellung  des hinduistischen Indiens. Dass diese als Initiative zur Auslegung der indischen Tradition durch den Westen gesehen werden kann, zeigt Ram Mohans Bereitschaft zur Übernahme westlicher Mittel der Selbstdarstellung. Zu nennen ist hier vor allem sein Glaube an die überlegene Universalität des Hinduismus, den er in den heiligen Schriften der Upanisads und des Vedanta gegeben sieht. Ram Mohan zufolge ist die „erste Morgenröte des Wissens“ in Indien aufgegangen, weshalb die übrige Welt in der Schuld der Inder stehe. Angesichts solcher Aussagen wird der Mythos um Ram Mohan als „Vater des modernen Indien“ verständlich und auch wenn dieses Bild übertrieben erscheint, so ist doch seine Reform als Auslöser einer Selbstbesinnung des Hinduismus in seiner Auseinandersetzung mit dem Westen entscheidend für unser heutiges Bild von der indischen Kultur.
Rabindranath Tagore widmete Roy zum 100. Todestag 1933 das englischsprachige Gedicht Freiheit von Furcht ... für mein Mutterland. Er fordert darin die Freiheit für ihr Land, die zuallererst in den Köpfen der Inder Raum greifen muss.